# Іоанн II Орсіні
Іоанн II Орсіні (грец. Ιωάννης Κομνηνός Δούκας, італ. Giovanni II Orsini; 1300 — 1336) — 7-й володар Епірського деспотату в 1323—1336 роках (як Іоанн I), пфальцграф Кефалонії та Закінфу в 1323—1325 роках (як Джованні II).

## Життєпис
Походив з римського шляхетського роду Орсіні. Другий син Джованні I, пфальцграфа Кефалонії і Закінфа, та Марії, доньки Никифора I, деспота Епіру. народився 1300 року на Кефалонії.
1318 року разом з братом Миколаєм прибув до Епіру. 1322 році, під час війни брата проти візантійців Яніни перейшов на бік останніх. 1323 року після загибелі Миколая Орсіні захопив трон Епірського деспотату, прийнявши ім'я Іоанн Комнін Дука.
У 1324 році Жан де Гравіна захопив острів Кефалонію. З метою повернення острова Іоанн Орсіні уклав союз з візантійським імператором Андроніком II. Невдовзі навернувся до православ'я, після чого отримав від імператора титул епірського деспота. Також Іоанн одружився зі своєю троюрідною сестрою Анною Палеолог, онукою Дмитра Комніна Дуки (сина епірського деспота Михайла II).
У 1331 році на Епір напав Готьє VI де Брієнн, герцог Афін і зять Філіпа I Тарентского, який мав права на Епір. Його війська захопили Арту, внаслідок чого Орсіні визнав зверність Роберта, короля Неаполю, сподіваючись цим зупинити подальший наступ. Після повернення Готьє VI до Італії, епірський деспот вдерся до Фессалії, де помер її правитель Стефан Гаврилопул. Цим він розлютив Андроніка III, що також претендував на цей регіон. Зрештою Іоанну Орсіні довелося відступити.
Помер раптово 1335 року, можливо отруєний власною дружиною. Трон перейшов до його сина Никифора II.

## Меценатство
Активно сприяв розвитку грецької літератури, намагаючись її поєднати з досягненням італійських поетів. За наказом деспота Костянтин Гермонік переклав твори Гомера загальногрецькою мовою.

## Родина
Дружина — Анна, донька Дмитра Комніна Дуки
Діти:
- Никифор (1328—1359), деспот Епіру
- Томасіна (1330—д/н), дружина Симеона Уроша